# أحلى أيام (مسلسل 2020)
أحلى أيام أو أيام الدراسة ج3، مسلسل تلفزيوني سوري، من إخراج سيف الشيخ نجيب، وتأليف طلال مارديني، ومن بطولة معتصم النهار، طلال مارديني، يامن حجلي، حازم زيدان، وائل زيدان، خالد حيدر، باسم ياخور، ومديحة كنيفاتي. بدأ عرضه في 1 رمضان عام 1441هـ الموافق لـ24 أبريل عام 2020م على تلفزيون لنا.

## القصة
تدور أحداث المسلسل حول الأصدقاء منذ المرحلة الثانوية بعد مرور العديد من السنوات، وانتقالهم إلى مدينة أبوظبي، للابتعاد عن الحرب في سوريا والعمل هناك لتأمين معيشتهم ومن ثم تواجههم العديد من المشاكل وتتوالى الأحداث بعد ذلك.

## الشخصيات
| اسم الممثل     | الدور      |
| -------------- | ---------- |
| معتصم النهار   | لـؤي       |
| طلال مارديني   | غسان       |
| يامن حجلي      | يـزن       |
| حازم زيدان     | طارق       |
| وائل زيدان     | أ. عدنان   |
| خالد حيدر      | محجوب      |
| باسم ياخور     | باسم       |
| مديحة كنيفاتي  | مقبولة     |
| جيانا عنيد     | رشا        |
| هبة داغر       | ليلى       |
| رولا شامية     | رولا       |
| روجينا         | مريم       |
| مازن عباس      | أبو الحروف |
| مازن الشيخ     | طحطح       |
| عمرو عبدالعزيز | رامي       |
| محمد قنوع      | أ. حسان    |
| محمد الحلواني  | ضيف محاور  |